# ホーレンベルク
ホーレンベルク (ドイツ語: Holenberg) は、ドイツ連邦共和国ニーダーザクセン州ホルツミンデン郡に属す町村（以下、本項では便宜上「町」と記述する）であり、ザムトゲマインデ・ベーヴェルンを構成する自治体の一つである。

## 地理

### 位置
ヘーレンベルクはフォーグラー山地南斜面に位置する州内で有名な保養地である。町のすぐ西でクリュンメッケ川が、北でモラーバッハ川が湧出し、町内を東に流れる。2つの川はフォルストバッハ川に合流する。ホーレンベルクは三方をフォーゲラー山地に囲まれており、南はフォルスターバッハ渓谷に向いている。西には、自然保護地域に指定されている海抜 302.4 m のヴァインベルク山があり、北西にはヒムベーアブリンク（海抜 400.5 m）、北はコールハイ山系の支脈であるバックス＝ベルク（海抜 440.8 m で町域内の最高地点である）、北東にはやはりコールハイ山系のトルブルク、東にはビュッツェベルク（海抜 352.6 m）がそびえている。

## 歴史
ホーレンベルクに継続的に定住者が現れたのがいつからであるかは明らかでない。最初の文献上の記録は1007年以前のヒルデスハイム司教の文書で、「Holanberg」として記述されている。この名称はおそらく、フォーグラー山地の支脈の間の窪んだ場所であることに由来する。その後の文献には、ホレンベルクは1493年から完全にアーメルングスボルン修道院に属していることが記されている。1556年の文献には「新たに建設された」と記述されており、おそらく15世紀に完全にあるいは部分的に荒廃していたと考えられる。この衰退が、中世後期のフェーデによるものであるのか、アーメルングスボルン修道院の分農場の移転によるものであるのかは、諸説ある。

## 宗教
ホーレンベルク住民の 81 % がプロテスタント、5 % がカトリック、14 % がその他の宗教あるいは無信仰である。

## 行政

### 議会
ホーレンベルクの議会は、7議席からなる。

## 引用
1. ↑  Landesamt für Statistik Niedersachsen, LSN-Online Regionaldatenbank, Tabelle A100001G: Fortschreibung des Bevölkerungsstandes, Stand 31. Dezember 2023
2. ↑  Niedersächsisches Landesverwaltungsamt - Landesvermessung -: Topographische Karte 1:25000, Blatt 4023 Eschershausen, Hannover 1995, ISBN 3-89435-394-5
3. ↑  Kirstin Casemir und Uwe Ohainski: Die Ortsnamen des Landkreises Holzminden. Verlag für Regionalgeschichte, Bielefeld 2007. ISBN 978-3-89534-671-2, pp. 116 -